# Forschungsinstitut Gesellschaftlicher Zusammenhalt
Das Forschungsinstitut Gesellschaftlicher Zusammenhalt (FGZ) ist eine dezentrale und interdisziplinäre Forschungseinrichtung, die vom Bundesministerium für Bildung und Forschung gefördert wird. Es wurde 2020 mit elf Standorten gegründet und verfolgt das Ziel, gesellschaftlichen Zusammenhalt in seinen historischen, politischen, sozialen und kulturellen Dimensionen zu erforschen. Es bündelt die Expertise zahlreicher Disziplinen wie Soziologie, Politikwissenschaft, Rechtswissenschaft, Kulturwissenschaft u. v. m. Das FGZ betreibt Grundlagenforschung, verfolgt aber ebenso einen anwendungsorientierten Forschungsansatz. Neben der wissenschaftlichen Analyse versteht sich das FGZ als Plattform für Wissenstransfer und gesellschaftliche Orientierung im Umgang mit Herausforderungen des Zusammenhalts.
Die wissenschaftliche und administrative Leitung erfolgt durch das Direktorium, zu dem der Direktor, der Soziologe Olaf Groh-Samberg von der Universität Bremen und die administrative Geschäftsführerin Rebecca C. Schmidt von der Goethe-Universität Frankfurt gehören.

## Gründung
Der Deutsche Bundestag beschloss im November 2016 im Rahmen der Bereinigungssitzung des Haushaltsausschusses die Gründung eines „Instituts für gesellschaftlichen Zusammenhalt“. Diesem Beschluss war eine Diskussion über ein solches Institut in Sachsen vorausgegangen. Die dortige Landesregierung hatte eine Gründung an der TU Dresden geplant, die jedoch aufgrund von Kritik nicht zustande kam. Nachdem die Gründung durch den Bundestag beschlossen war, wurden 2017 mit einer Gruppe von nationalen und internationalen Experten Forschungsbedarfe und Forschungsperspektiven erörtert, auf deren Basis die Ausgestaltung des Instituts näher bestimmt werden sollte. Im November 2017 veröffentlichte das Bundesministerium für Bildung und Forschung eine Bekanntmachung mit den Richtlinien zum Aufbau eines Instituts und rief einschlägige wissenschaftliche Einrichtungen zur Beteiligung auf. Eine mögliche Förderung von bis zu 40 Millionen Euro wurde für einen Zeitraum von vier Jahren angekündigt. Nach einer eineinhalbjährigen Vorbereitungsphase nahm das Forschungsinstitut Gesellschaftlicher Zusammenhalt am 1. Juni 2020 seine reguläre Arbeit auf.

## Zweite Förderphase
Am 1. Juni 2024 ist das Forschungsinstitut in seine zweite Förderphase gestartet. Bis 2029 werden die 39 Forschungsprojekte des Instituts durch das Bundesministerium für Bildung und Forschung jährlich mit bis zu zehn Millionen Euro finanziert.

## Forschungsschwerpunkte
Die Forschung des Instituts ist in der zweiten Förderphase in vier größere Themenfelder gegliedert. Diese decken ein breites Spektrum an zusammenhaltsrelevanten Fragestellungen ab – von Demokratievertrauen und Polarisierungsprozessen über Milieukonflikte und öffentliche Daseinsvorsorge bis hin zu identitären Aushandlungsprozessen.
- Themenfeld A: Politik des demokratischen Zusammenhalts[11] Analyse der Wechselwirkungen zwischen gesellschaftlichem Zusammenhalt und demokratischen Prozessen sowie der Rolle von Vertrauen, Partizipation und politischer Legitimität für die Stabilität demokratischer Ordnungen

- Themenfeld B: Sozioökonomische Status- und Verteilungsordnungen[12] Analyse von sozialen Ungleichheiten, Status- und Verteilungsordnungen und deren Auswirkungen auf gesellschaftlichen Zusammenhalt, Teilhabe und Spaltungstendenzen

- Themenfeld C: Infrastrukturen und öffentliche Güter[13] Analyse der Wirkung öffentlicher Güter und Infrastrukturen auf sozialen Zusammenhalt, insbesondere im Hinblick auf ihre Gestaltung, Nutzung und lokale Bindungseffekte
- Themenfeld D: Kulturelle Dynamiken des Zusammenhalts[14] Analyse von Deutungsmustern, Narrativen und symbolischen Ordnungen sowie ihrer Bedeutung für gesellschaftlichen Zusammenhalt und soziale Konflikte

Das Forschungsprogramm der ersten Förderphase (2020–2024) gliederte sich in drei Cluster:
- Theorien, Politiken und Kulturen des Zusammenhalts
- Strukturen, Räume und Milieus des Zusammenhalts
- Historisch, globale und regionale Varianzen des Zusammenhalts

## Wissenstransfer und öffentliche Formate
Das FGZ verfolgt das Ziel, wissenschaftliche Erkenntnisse in den gesellschaftlichen Diskurs einzubringen und für verschiedene Praxisfelder wie Bildung, Politik, Medien, Verwaltung und Zivilgesellschaft nutzbar zu machen. Zu den Forschungs- und Praxispartnern des FGZ gehören u. a. der Sachverständigenrat für Integration und Migration, die Bundeszentrale für politische Bildung und der Mitteldeutsche Rundfunk.
Zu den bekanntesten öffentlichen Formaten zählt das Debattenformat StreitClub mit Nicole Deitelhoff und Michel Friedman.

## Standorte
Das Forschungsinstitut ist dezentral aufgebaut und an elf Standorten in zehn Bundesländern aktiv.
- Berlin: Zentrum für Antisemitismusforschung an der Technischen Universität Berlin
- Bielefeld: Institut für interdisziplinäre Konflikt- und Gewaltforschung an der Universität Bielefeld
- Bremen: SOCIUM und ZAP an der Universität Bremen
- Frankfurt am Main: Johann Wolfgang Goethe-Universität Frankfurt am Main
- Göttingen: Soziologisches Forschungsinstitut Göttingen an der Georg-August-Universität Göttingen
- Halle (Saale): Martin-Luther-Universität Halle-Wittenberg
- Hamburg: Hans-Bredow-Institut
- Hannover: Transdisciplinary Rural Development Studies (TRUST) an der Gottfried Wilhelm Leibniz Universität Hannover
- Jena: Institut für Demokratie und Zivilgesellschaft (außeruniversitäres Forschungsinstitut in Trägerschaft der Amadeu Antonio Stiftung)
- Konstanz: Universität Konstanz
- Leipzig: Universität Leipzig

Die Standorte in Bremen, Frankfurt und Leipzig koordinieren gemeinsam das Forschungsinstitut. Die allgemeine Geschäftsstelle ist am Standort Frankfurt angesiedelt, während in Bremen der Schwerpunkt auf dem gemeinsamen Datenzentrum liegt. Der Standort Leipzig hat einen Fokus auf Öffentlichkeitsarbeit, Publikationen und Karriereentwicklung.

## Beteiligte Wissenschaftler (Auswahl)
- Oliver Decker
- Nicole Deitelhoff
- Rainer Forst
- Olaf Groh-Samberg
- Winfried Kluth
- Holger Lengfeld
- Stephan Lessenich
- Matthias Middell
- Gert Pickel
- Stefanie Schüler-Springorum
- Daniel Thym
- Andreas Zick

## Publikationen
Das Institut betreibt einen eigenen Blog, veröffentlicht eine eigene Schriftenreihe sowie Working Paper und einen Zusammenhaltsbericht.
Die konzeptionellen Grundlagen für die interdisziplinäre Zusammenarbeit im Institut wurden 2020 in einem Open-Access Sammelband gelegt. Insbesondere wurde darin ein eigenes Verständnis des Begriffs gesellschaftlicher Zusammenhalt formuliert:
- N. Deitelhoff, O. Groh-Samberg, M. Middell: Gesellschaftlicher Zusammenhalt. Ein interdisziplinärer Dialog. Campus Verlag, Frankfurt/New York 2020. (Open Access)[26]